# Уч Кахрамон
Уч Кахрамон — Три богатыря ( Уч Қаҳрамон) — узбекский фильм, снятый Шохрухом Расуловым при поддержке Министерства внутренних дел Узбекистана и Агентства по кинематографии Республики Узбекистан.

## Сюжет
Трое детективов борются с крупной преступной группировкой. Фильм приоткрывает завесу тайны крупнейших преступных группировок Ташкента. Фильм рассказывает о трудностях службы сотрудников органов внутренних дел.

## В ролях
- Улугбек Кадыров
- Шохрух Хамдамов
- Тауэкель Муслимов
- Мухаммад Али Махмудов
- Сирожиддин Саттаров
- Учкун Тилляев
- Мохларой Собирова

## Анонс
Фильм был анонсирован в январе 2022 года с помощью видео-постера от «Узбекфильма». Основные съемки начались в марте 2022 года в Ташкенте и были завершены в декабре 2022 года.

## Кастинг
О фильме сообщили СМИ Узбекистана. В начале 2021 года Улугбек Кадыров, проживающий в Соединенных Штатах Америки, был приглашен на съемки фильма. Кроме того, кастинг-директор Фируза Ашурова объявила, что в фильме примут участие Шахрух Хамдамов и казахский актёр Таукель Муслим.

## Звуковой пост-продакшн
Звукорежиссёр Алексей Извольский. CineLab sound post-production complex. Dolby Digital 5.1

### Музыка
Для фильма «Уч Кахрамон» была написана музыка Алексеем Извольским.

## Премии и Номинации
| Год  | Награда      | Категория             | Номинант                           | Результат | Прим. |
| ---- | ------------ | --------------------- | ---------------------------------- | --------- | ----- |
| 2024 | Золотая Хумо | Лучшая кинематография | Азизбек Норматов                   | Победа    | [ 5 ] |
| 2024 | Золотая Хумо | Лучший актёр          | Шохрух Хамдамов                    | Номинация | [ 5 ] |
| 2024 | Золотая Хумо | Лучший монтаж         | Тимур Киясов                       | Победа    | [ 5 ] |
| 2024 | Золотая Хумо | Лучший режиссёр       | Шохрух Расулов                     | Номинация | [ 5 ] |
| 2024 | Золотая Хумо | Лучший фильм          | Фирдавс Абдухаликов Гайрат Муминов | Номинация | [ 5 ] |